# Synanthedon cinnamomumvora
Synanthedon cinnamomumvora is een vlinder uit de familie wespvlinders (Sesiidae), onderfamilie Sesiinae.
Synanthedon cinnamomumvora is voor het eerst wetenschappelijk beschreven door Wang & Yang in 2002. De soort komt voor in het Oriëntaals gebied.